# Eleutherolaimus obtusicaudatus
Eleutherolaimus obtusicaudatus is een rondwormensoort uit de familie van de Linhomoeidae. De wetenschappelijke naam van de soort is voor het eerst geldig gepubliceerd in 1947 door Allgén.